# Municipio de Rush (Misuri)
El municipio de Rush (en inglés: Rush Township) es un municipio ubicado en el condado de Buchanan en el estado estadounidense de Misuri. En el año 2010 tenía una población de 892 habitantes y una densidad poblacional de 12,45 personas por km².

## Geografía
El municipio de Rush se encuentra ubicado en las coordenadas 39°33′52″N 95°3′6″O / 39.56444, -95.05167. Según la Oficina del Censo de los Estados Unidos, el municipio tiene una superficie total de 71.67 km², de la cual 68,17 km² corresponden a tierra firme y (4,89 %) 3,5 km² es agua.

## Demografía
Según el censo de 2010, había 892 personas residiendo en el municipio de Rush. La densidad de población era de 12,45 hab./km². De los 892 habitantes, el municipio de Rush estaba compuesto por el 98,21 % blancos, el 0,22 % eran amerindios, el 0,45 % eran asiáticos, el 0,11 % eran isleños del Pacífico, el 0,9 % eran de otras razas y el 0,11 % eran de una mezcla de razas. Del total de la población el 0,9 % eran hispanos o latinos de cualquier raza.